# Naito Nobuhiro
Nobuhiro Naito (sinh ngày 25 tháng 5 năm 1978) là một cầu thủ bóng đá người Nhật Bản.

## Sự nghiệp câu lạc bộ
Nobuhiro Naito đã từng chơi cho Shimizu S-Pulse.

## Thống kê câu lạc bộ

### J.League
| Đội             | Năm       | J.League | J.League | J.League Cup | J.League Cup | Tổng cộng | Tổng cộng |
| Đội             | Năm       | Trận     | Bàn      | Trận         | Bàn          | Trận      | Bàn       |
| --------------- | --------- | -------- | -------- | ------------ | ------------ | --------- | --------- |
| Shimizu S-Pulse | 1997      | 0        | 0        | 1            | 0            | 1         | 0         |
| Shimizu S-Pulse | 1998      | 0        | 0        | 0            | 0            | 0         | 0         |
| Shimizu S-Pulse | 1999      | 0        | 0        | 0            | 0            | 0         | 0         |
| Tổng cộng       | Tổng cộng | 0        | 0        | 1            | 0            | 1         | 0         |